# Scolopendra mutilans
Scolopendra mutilans is een duizendpoot uit Oost-Azië. Hij is gemiddeld 20 cm lang en leeft in vochtige omgevingen. Volgens oude Chinese tradities wordt deze duizendpoot gebruikt vanwege zijn helende eigenschappen. Volwassen exemplaren zijn gemiddeld 20 cm lang en leeft in vochtige omgevingen. In oude Chinese tradities wordt deze duizendpoot gebruikt vanwege zijn helende eigenschappen. Er wordt gezegd dat het genezen van een Chinese rode kop op uitslag of een andere huidziekte het genezingsproces versnelt. De geroosterde droge duizendpoot wordt verpulverd en in Korea gebruikt voor de behandeling van rugpijn, steenpuisten en zweren.
S. mutilans staat erom bekend weinig agressie te koesteren tegenover andere duizendpoten, een eigenschap die zeer zeldzaam is onder gigantische duizendpoten, en maakt het mogelijk dat deze gemeenschappelijk wordt gehouden. Antimicrobiële activiteiten van de geïdentificeerde verbindingen werden gerapporteerd tegen Gram-positieve en Gram-negatieve bacteriën, schimmels, virussen en parasieten, die mogelijk de overleving van duizendpoot in ruwe en vervuilde omgevingen verklaren.
Vrouwtjes zijn broedmoeders en bewaken de eieren door hun lichaam om hun klauwen te wikkelen totdat de eieren uitkomen.
S. mutilans verschilt van S. subspinipes in spinatie van het prefemur van de buikpoten, ventraal, dorsaal en mediaal.

## Gif
Het gif van duizendpoten bleef grotendeels onbestudeerd, en de stoffen blijven grotendeels onbekend. Het gif bevat een klein peptidetoxine genaamd RhTx, dat de activering van het TRPV1-ionkanaal verhoogt, waardoor een plaatselijke brandende pijn ontstaat. Er wordt gezegd dat het ruwe gif giftig is bij muizen en de aggregatie van bloedplaatjes induceert. Daarnaast zijn nog eens 26 neurotoxinen geïdentificeerd die tot 10 verschillende groepen peptiden behoren. In januari 2018 vonden Chinese wetenschappers een tegengif voor het pijnlijke gif van duizendpoot in het medicijn retigabine, dat wordt gebruikt om epilepsie te behandelen.
De biologische werking van de gifstoffen in duizendpootgif is grotendeels onbekend. Een peptide genaamd S. mutilans giftoxinepeptide (SsmTP) en S. mutilans 6 werden geïdentificeerd in het gif van S. mutilans. SsmTP bestaat uit 66 aminozuren en lijkt qua samenstelling sterk op die van neurotoxinen. Het peptide wordt gevonden in het gifkanaal. SsmTP bleek giftig te zijn voor cellen, afhankelijk van de toegediende concentratie. Het bevordert de celgroei in lage concentraties in vitro (d.w.z. buiten een levend organisme), maar is cytotoxisch in hoge concentraties. Een lage concentratie SsmTP beschermt cellen ook tegen oxidatieve schade door het remmen van geprogrammeerde celdood (Apoptosis) en de ontstekingsreactie-initiator caspase-1.

### Morfologie van het gifsysteem
Er is weinig bekend over het gif en het gifapparaat van duizendpoten. Studies naar de gifklier beschreven het als de cuticula en epidermis die binnenstebuiten werden gekeerd. De gifklier bestaat uit vele epitheliale secretie-eenheden, elk met zijn eigen uitscheidingssysteem dat de vorm heeft van kleppen. Duizendpoten van de orde Scolopendromorpha hebben radiale dwarsgestreepte spieren tussen de secretoire eenheden, waarbij het ene uiteinde aansluit op het lumen van de gifklier en het andere uiteinde aansluit op perifere spieren. Deze spieren kunnen worden gebruikt voor de samentrekking en vernauwing van de anthe-klier tijdens het uitwerpen van gif. De gifklieren van Scolopendridae- soorten hebben een langwerpige cilindrische vorm, waarbij het lumen bijna de gehele lengte van de klier beslaat. De lange spanwijdte van het lumen maakt waarschijnlijk een grotere controle mogelijk over de uitscheiding van verschillende gifcomponenten. De gifklieren strekken zich uit langs de buitenste kromming van trochanteroprefemur van elk forcipule.

### Uniciteit van gif
Duizendpootgif bevat over het algemeen een paar verschillende enzymen die heel anders zijn dan die van andere geleedpotigen, waarbij metalloprotease, een enzym dat eiwitten afbreekt, een belangrijke rol speelt. Duizendpootgif heeft effecten op skeletspieren, hartspieren en neuronen, en de effecten worden toegeschreven aan de grotere eiwitmoleculen in het gif.
Het gif van S. mutilans bevat een breed scala aan neurotoxinen, waaronder 26 neurotoxine-achtige peptiden die tot 10 verschillende groepen behoren. De meeste van de 26 geïdentificeerde neurotoxine-achtige peptiden hebben een andere moleculaire structuur vergeleken met de neurotoxinen die worden aangetroffen in spinnen, slangen, schorpioenen, zeekegelslakken en zeeanemonen. Het functionele mechanisme van deze peptiden is vergelijkbaar met de neurotoxinen van de genoemde giftige dieren, maar hun primaire structuren blijven uniek. Een paar bleken insectendodende eigenschappen te hebben en in te werken op spanningsafhankelijke natrium-, kalium- en calciumkanalen. Er werd ontdekt dat zowel gezuiverde neurotoxinen als onverwerkt duizendpootgif zeer insectendodend zijn, waarbij het onverwerkte gif aanzienlijk sterker is dan alle gezuiverde neurotoxinen wat betreft insectendodende effecten. Duizendpootgif zou het potentieel kunnen hebben om peptidekandidaten te voorzien van potentiële farmaceutische of agrochemische toepassingen vanwege hun hoge niveau van biochemische diversiteit.

## Gedrag

### Aanvallend gedrag
S. mutilans is, net als andere duizendpoten, een roofdier dat doodt door gif in zijn prooi te injecteren. Gif wordt geïnjecteerd om interne weefsels te immobiliseren en af te breken. Het gif van Scolopendridae, waaronder Scolopendra mutilans, bevat neurotoxinen, waarvan wordt vermoed dat ze een belangrijke snelwerkende component zijn in het gif van veel duizendpoten. Deze soort voedt zich voornamelijk met levende dieren; plantaardig materiaal wordt af en toe geconsumeerd, maar het verbruik ervan wordt als verwaarloosbaar beschouwd. Om de prooi te pakken te krijgen, grijpt deze duizendpoot de prooi met zijn voorpoten, en vergiftigt hij de prooi doorgaans door hem met zijn forcipules te steken. Er werd weinig kwantitatief ecologisch en gedragsmatig werk gedaan voor duizendpoten. Sommige onderzoeken hebben echter aangetoond dat duizendpoten zeer selectief zijn en de neiging hebben om op het hoofd of de thorax te slaan in plaats van op de buik. Als de beet op de buik werd gedaan, verplaatste de duizendpoot de prooi gewoonlijk opnieuw en sloeg opnieuw op het hoofd of de thorax. De beschikbaarheid van gif heeft een aanzienlijk effect op de roofzuchtige reactie. Het terugkeren naar hun normale aanvalssnelheid na de extractie van gif kost meer tijd als ze met grotere prooien worden geconfronteerd.
Onderzoek naar dit gedrag heeft gesuggereerd dat de reden voor duizendpoten om hun prooi te herpositioneren is om de snelheid te verhogen waarmee neurotoxinen in het gif de thoracale ganglia bereiken, waar het de beweging van ledematen of de hersenen controleert. Deze verklaring was gebaseerd op de positie van dergelijke ganglia aan de buikzijde (d.w.z. ventrale) zijde van de thorax, en de veronderstelling dat het injecteren van gif in de buik van de prooi leidt tot verdunning van het gif als gevolg van het mengen van vloeistoffen in de bloedsomloop en de ingewanden; de afstand waarover het gif moet reizen om effectief te zijn, neemt ook toe, waardoor het minder efficiënt wordt bij het uitschakelen van de prooi.
Er zijn twee andere concepten voorgesteld om de reden voor prooioriëntatie te verklaren - één suggereerde dat gif een duur product is om te produceren, en dat het behoud van gif daarom essentieel is; en het andere concept suggereerde dat het slaan van de prooi in die specifieke positie (dat wil zeggen het uitlijnen van de prooi in dezelfde richting als de duizendpoot) de duizendpoot in staat zou stellen de prooi voldoende in bedwang te houden totdat het gif effect heeft.

## Defensief gedrag
Uit gedragsstudies is gebleken dat wanneer de duizendpoten dichtbij hun hoofd worden aangevallen, ze een tegenaanval zouden doen met hun forcipules; wanneer ze aan de achterkant werden aangevallen, namen ze een waarschuwingspositie in, waarbij het laatste paar benen (aan de achterkant) omhoog zou gaan om de prefemorale stekels te laten zien (dwz prefemorale stekels zijn korte, stekelige structuren op de laatste poten van duizendpoten; de stekels bevinden zich meestal op het beensegment dat zich het dichtst bij het lichaam bevindt). Duizendpoten vielen af en toe aan met de klauwen van hun laatste benen door een hakkende beweging te volgen na de waarschuwingspositie. Wanneer de duizendpoot in het midden wordt aangevallen, krult hij zijwaarts om de aanvaller tegelijkertijd met zowel zijn forcipules als zijn achterste benen te bereiken. Behalve dat ze een waarschuwingspositie innemen en ter verdediging steken, worden de laatste poten ook gebruikt om vast te grijpen tijdens het paren, en om als haak te dienen om zichzelf op te hangen.

## Gebruik door mensen

### Traditionele geneeskunde
In het moderne Zuid-Korea worden S. mutilans en andere Scolopendra-soorten gebruikt in de traditionele Koreaanse geneeskunde. De duizendpoten worden in hun geheel gebruikt om verschillende medische problemen te behandelen, waaronder gewrichtsproblemen (wat het belangrijkste gebruik ervan is), alopecia areata, beroerte, convulsies, lymfangitis, knobbels, tumoren en slangenbeten. Deze duizendpoten werden beschouwd als een van de meest voorgeschreven, medisch belangrijke en dure medicijnen tegen insecten en geleedpotigen in de traditionele Koreaanse geneeskunde. Ze worden vaak alleen voorgeschreven, ondanks dat geleedpotige medicijnen meestal worden voorgeschreven in combinatie met een mix van andere medicinale materialen voor de gewenste effecten.
In China is S. mutilans de enige duizendpootsoort die is geregistreerd voor klinische toepassing door de Pharmacopeia van de Volksrepubliek China. Ondanks dat het de enige genoemde soort was, werden andere soorten duizendpoten, waaronder S. mojiangica, S. multidens en S. negrocapitis, in de klinische praktijk ook regelmatig gebruikt als vervangers.

### Klinische praktijk
Uit vergelijkende onderzoeken naar S. mutilans en S. mojiangica, een veel voorkomende vervanger voor de eerste, is gebleken dat de twee duizendpootsoorten in de farmacodynamiek en toxicologie vergelijkbare effecten hebben, en er is theoretisch bewezen dat S. mutilans kan worden vervangen door S. mojiangica. Uit hetzelfde onderzoek bleek dat twee soorten vergelijkbare resultaten vertoonden op verschillende gebieden, waaronder effecten op het hemoglobine en gewicht van dieren, tests op chromosomale afwijkingen, anticonvulsieve tests, effecten op de in vitro schimmel- en bacteriegroei en tests op acute toxiciteit. De studie suggereerde ook dat beide duizendpootsoorten in relatief grote doses kunnen worden gebruikt, omdat ze allebei weinig acute en genetische toxiciteit vertoonden.
Hoewel werd aangetoond dat de twee duizendpootsoorten in de klinische praktijk uitwisselbaar zijn, werd hun uitwisselbaarheid bij klinische toepassing opnieuw door sommige onderzoekers in twijfel getrokken, aangezien recentere studies suggereerden dat duizendpooteiwitten een belangrijke rol spelen in hun klinische effecten. Via proteomics hadden onderzoekers ontdekt dat het gif van 'S. monjiangica en S. mutilans verschillend is wat betreft het aantal overlappende sequenties en voorlopers voor eiwitten en peptiden. Bovendien werden in beide soorten ook unieke voorlopers gevonden voor eiwitten en peptideniveaus. Omdat de soorten verschillen in eiwit- en peptideniveau, concludeerden de onderzoekers van deze studie dat de uitwisselbaarheid van duizendpootsoorten verdere evaluatie vereist.

## Foto's

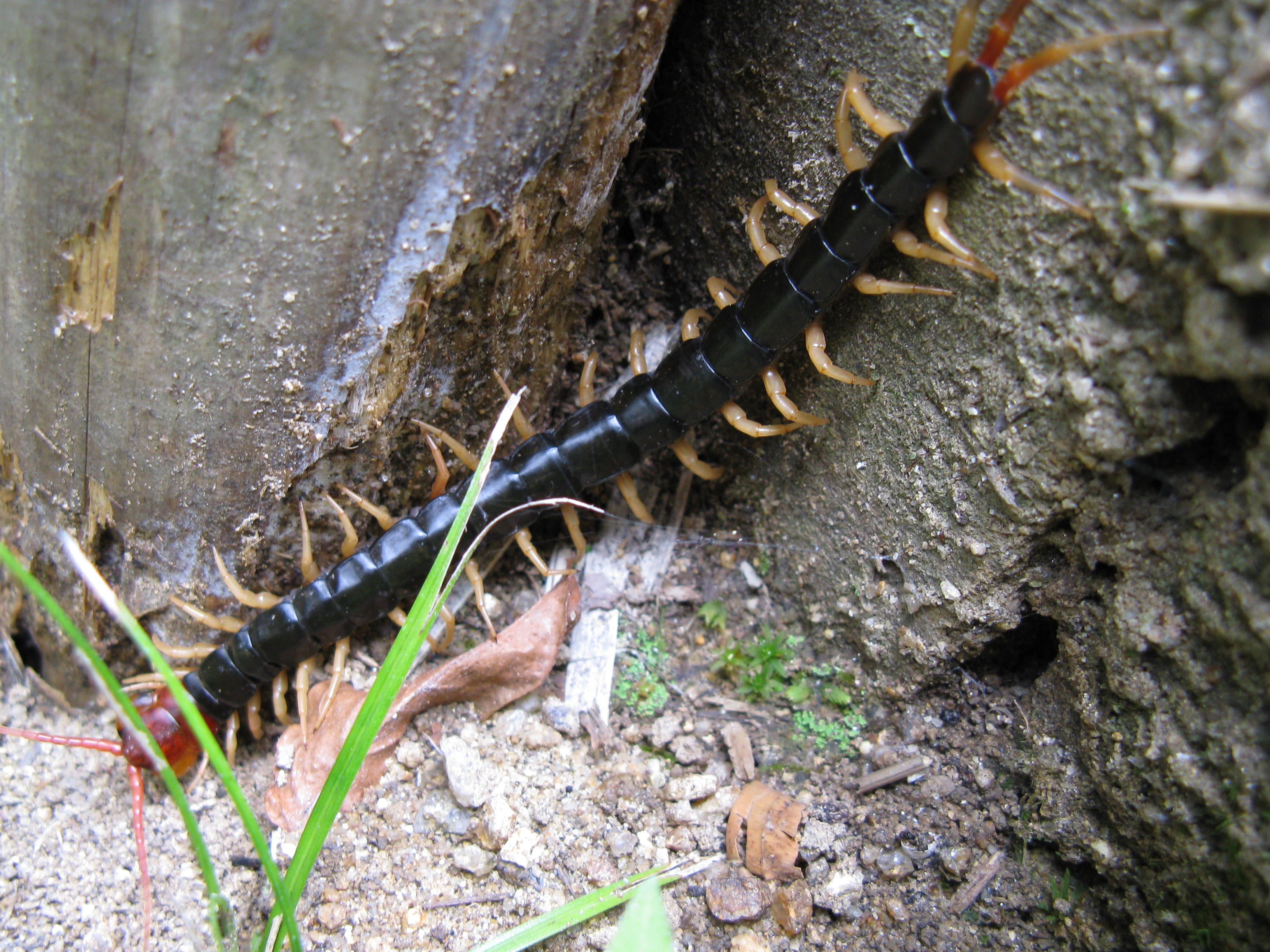
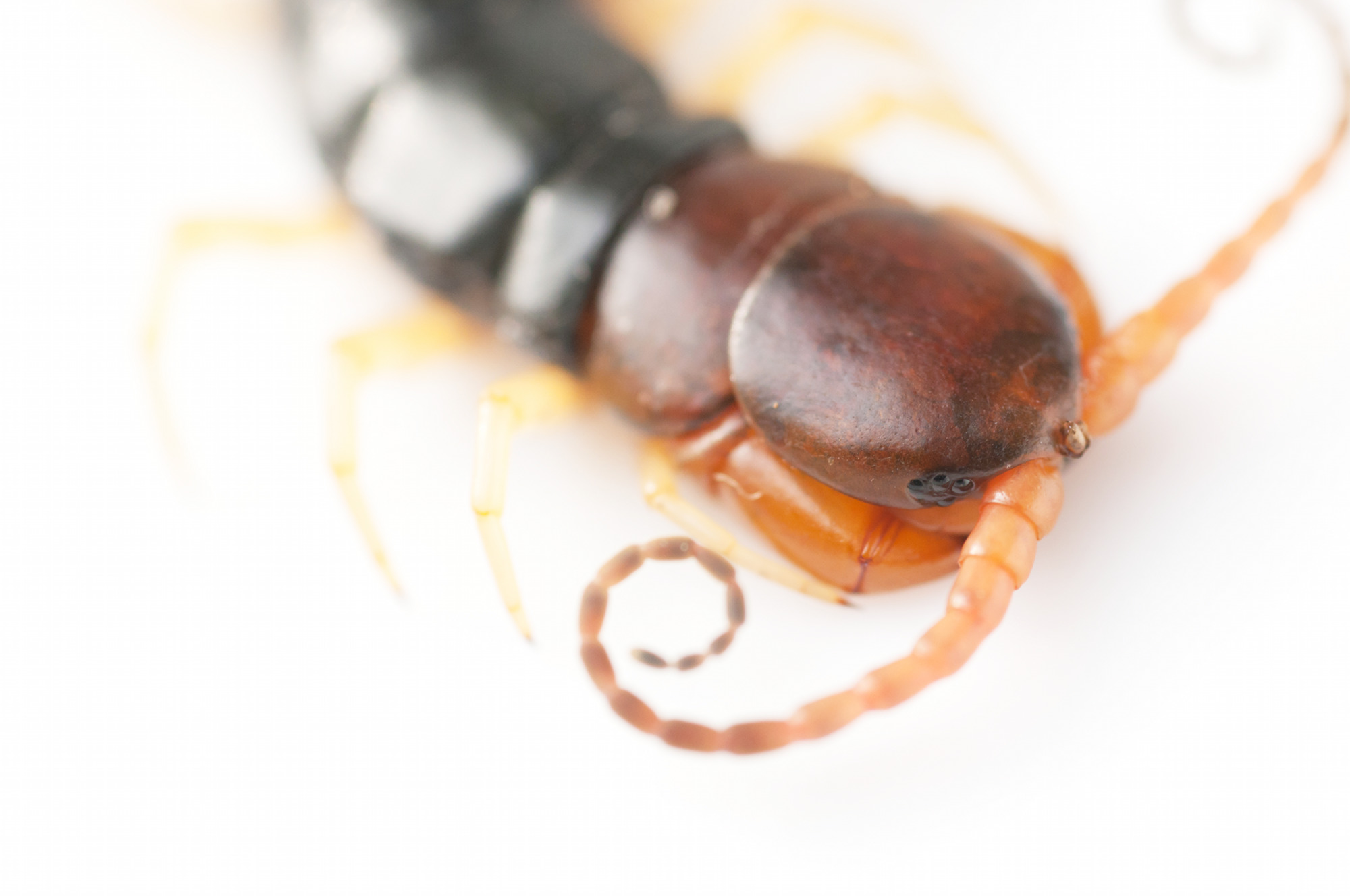

- Video